# Julius von Sachs
Julius von Sachs (tiếng Đức: [zaks]; 2 tháng 10 năm 1832 – 29 tháng 5 năm 1897) là một nhà thực vật học người Đức đến từ Breslau, Phổ Silesia. Ông là một nhân vật nổi tiếng trong lịch sử thực vật học.

## Tiểu sử
Sachs sinh ra tại Breslau vào ngày 2 tháng 10 năm 1832. Cha của ông, Graveur Sachs, là một thợ khắc, và cha dạy con trai phân định và độ chính xác của đường kẻ và màu. Ngay từ thời thơ ấu, Julius đã say mê thực vật, thực hiện các bộ sưu tập về chúng trong nhiều chuyến dã ngoại cùng cha. Cậu đã dành phần lớn thời gian của mình trong độ tuổi từ mười ba đến mười sáu để vẽ và vẽ những bông hoa, nấm và các mẫu vật khác mà cậu đã thu thập được. Tại phòng tập thể dục từ năm 1845 đến 1850, cậu quan tâm nhất đến khoa học tự nhiên, thu thập hộp sọ, viết một chuyên khảo về tôm. Giáo viên khoa học tự nhiên của cậu, một Krober, đã cho thấy sự thiếu tầm nhìn xa trông rộng khi ông cảnh báo một cách long trọng khi cậu thanh niên Sachs trẻ tuổi muốn cống hiến hết mình cho khoa học tự nhiên.
Sachs đã được mô tả như là một "nhà thực vật học thời hậu Darwin", người đã "tích hợp lý thuyết tiến hóa vào các tác phẩm hình thái học của mình." Ban đầu, ông ủng hộ chủ nghĩa Darwin nhưng trong sự nghiệp cuối đời của ông đã phản đối nó kịch liệt, thay vào đó ưa thích tiến hóa phi Darwin.